# Albo d'oro del campionato portoghese di calcio
La pagina racchiude l'albo d'oro delle squadre vincitrici del campionato portoghese di calcio dalla sua istituzione, nel 1934. 

## Albo d'oro

### Primeira Liga Experimental (1934-1938)
| Anno      | Vincitore   | Secondo posto    | Terzo posto      | Capocannoniere                                |
| --------- | ----------- | ---------------- | ---------------- | --------------------------------------------- |
| 1934-1935 | Porto (1)   | Sporting Lisbona | Benfica          | Manuel Soeiro (Sporting Lisbona, 14 reti)     |
| 1935-1936 | Benfica (1) | Porto            | Sporting Lisbona | Pinga (Porto, 21 reti)                        |
| 1936-1937 | Benfica (2) | Belenenses       | Sporting Lisbona | Manuel Soeiro (Sporting Lisbona, 24 reti)     |
| 1937-1938 | Benfica (3) | Porto            | Sporting Lisbona | Fernando Peyroteo (Sporting Lisbona, 34 reti) |

### Primeira Divisão (1938-1999)
| Anno      | Vincitore             | Secondo posto    | Terzo posto       | Capocannoniere                                                                |
| --------- | --------------------- | ---------------- | ----------------- | ----------------------------------------------------------------------------- |
| 1938-1939 | Porto (2)             | Sporting Lisbona | Benfica           | Costuras (Porto, 18 reti)                                                     |
| 1939-1940 | Porto (3)             | Sporting Lisbona | Belenenses        | Fernando Peyroteo (Sporting Lisbona, 29 reti) Slavko Kodrnja (Porto, 29 reti) |
| 1940-1941 | Sporting Lisbona (1)  | Porto            | Belenenses        | Fernando Peyroteo (Sporting Lisbona, 29 reti)                                 |
| 1941-1942 | Benfica (4)           | Sporting Lisbona | Belenenses        | Correia Dias (Porto, 36 reti)                                                 |
| 1942-1943 | Benfica (5)           | Sporting Lisbona | Belenenses        | Julinho (Benfica, 24 reti)                                                    |
| 1943-1944 | Sporting Lisbona (2)  | Benfica          | Atlético CP       | Francisco Rodrigues (Vitoria Setubal, 28 reti)                                |
| 1944-1945 | Benfica (6)           | Sporting Lisbona | Belenenses        | Francisco Rodrigues (Vitoria Setubal, 21 reti)                                |
| 1945-1946 | Belenenses (1)        | Benfica          | Sporting Lisbona  | Fernando Peyroteo (Sporting Lisbona, 37 reti)                                 |
| 1946-1947 | Sporting Lisbona (3)  | Benfica          | Porto             | Fernando Peyroteo (Sporting Lisbona, 43 reti)                                 |
| 1947-1948 | Sporting Lisbona (4)  | Benfica          | Belenenses        | António Araújo (Porto, 36 reti)                                               |
| 1948-1949 | Sporting Lisbona (5)  | Benfica          | Belenenses        | Fernando Peyroteo (Sporting Lisbona, 40 reti)                                 |
| 1949-1950 | Benfica (7)           | Sporting Lisbona | Atlético CP       | Julinho (Benfica, 28 reti)                                                    |
| 1950-1951 | Sporting Lisbona (6)  | Porto            | Benfica           | Manuel Vasques (Sporting Lisbona, 29 reti)                                    |
| 1951-1952 | Sporting Lisbona (7)  | Benfica          | Porto             | José Águas (Benfica, 28 reti)                                                 |
| 1952-1953 | Sporting Lisbona (8)  | Benfica          | Belenenses        | Matateu (Belenenses, 29 reti)                                                 |
| 1953-1954 | Sporting Lisbona (9)  | Porto            | Benfica           | João Baptista Martins (Sporting Lisbona, 31 reti)                             |
| 1954-1955 | Benfica (8)           | Belenenses       | Sporting Lisbona  | Matateu (Belenenses, 32 reti)                                                 |
| 1955-1956 | Porto (4)             | Benfica          | Sporting Lisbona  | José Águas (Benfica, 28 reti)                                                 |
| 1956-1957 | Benfica (9)           | Porto            | Belenenses        | José Águas (Benfica, 30 reti)                                                 |
| 1957-1958 | Sporting Lisbona (10) | Porto            | Benfica           | Arsénio Duarte (CUF Barreiro, 23 reti)                                        |
| 1958-1959 | Porto (5)             | Benfica          | Belenenses        | José Águas (Benfica, 26 reti)                                                 |
| 1959-1960 | Benfica (10)          | Sporting Lisbona | Belenenses        | Edmur Ribeiro (Vitoria Guimaraes, 25 reti)                                    |
| 1960-1961 | Benfica (11)          | Sporting Lisbona | Porto             | José Águas (Benfica, 27 reti)                                                 |
| 1961-1962 | Sporting Lisbona (11) | Porto            | Benfica           | Azumir Veríssimo (Porto, 23 reti)                                             |
| 1962-1963 | Benfica (12)          | Porto            | Sporting Lisbona  | José Augusto Torres (Benfica, 26 reti)                                        |
| 1963-1964 | Benfica (13)          | Porto            | Sporting Lisbona  | Eusébio (Benfica, 28 reti)                                                    |
| 1964-1965 | Benfica (14)          | Porto            | CUF Barreiro      | Eusébio (Benfica, 28 reti)                                                    |
| 1965-1966 | Sporting Lisbona (12) | Benfica          | Porto             | Eusébio (Benfica, 25 reti) Ernesto Figueiredo (Sporting Lisbona, 25 reti)     |
| 1966-1967 | Benfica (15)          | Académica        | Porto             | Eusébio (Benfica, 31 reti)                                                    |
| 1967-1968 | Benfica (16)          | Sporting Lisbona | Porto             | Eusébio (Benfica, 42 reti)                                                    |
| 1968-1969 | Benfica (17)          | Porto            | Vitória Guimarães | Manuel António (Academica, 19 reti)                                           |
| 1969-1970 | Sporting Lisbona (13) | Benfica          | Vitória Setúbal   | Eusébio (Benfica, 20 reti)                                                    |
| 1970-1971 | Benfica (18)          | Sporting Lisbona | Porto             | Artur Jorge (Benfica, 23 reti)                                                |
| 1971-1972 | Benfica (19)          | Vitória Setúbal  | Sporting Lisbona  | Artur Jorge (Benfica, 27 reti)                                                |
| 1972-1973 | Benfica (20)          | Belenenses       | Vitória Setúbal   | Eusébio (Benfica, 40 reti)                                                    |
| 1973-1974 | Sporting Lisbona (14) | Benfica          | Vitória Setúbal   | Héctor Yazalde (Sporting Lisbona, 46 reti)                                    |
| 1974-1975 | Benfica (21)          | Porto            | Sporting Lisbona  | Héctor Yazalde (Sporting Lisbona, 30 reti)                                    |
| 1975-1976 | Benfica (22)          | Boavista         | Belenenses        | Rui Jordão (Benfica, 30 reti)                                                 |
| 1976-1977 | Benfica (23)          | Sporting Lisbona | Porto             | Fernando Gomes (Porto, 26 reti)                                               |
| 1977-1978 | Porto (6)             | Benfica          | Sporting Lisbona  | Fernando Gomes (Porto, 25 reti)                                               |
| 1978-1979 | Porto (7)             | Benfica          | Sporting Lisbona  | Fernando Gomes (Porto, 27 reti)                                               |
| 1979-1980 | Sporting Lisbona (15) | Porto            | Benfica           | Rui Jordão (Benfica, 31 reti)                                                 |
| 1980-1981 | Benfica (24)          | Porto            | Sporting Lisbona  | Nené (Benfica, 20 reti)                                                       |
| 1981-1982 | Sporting Lisbona (16) | Benfica          | Porto             | Jacques Pereira (Porto, 27 reti)                                              |
| 1982-1983 | Benfica (25)          | Porto            | Sporting Lisbona  | Fernando Gomes (Porto, 36 reti)                                               |
| 1983-1984 | Benfica (26)          | Porto            | Sporting Lisbona  | Fernando Gomes (Porto, 21 reti) Nené (Benfica, 21 reti)                       |
| 1984-1985 | Porto (8)             | Sporting Lisbona | Benfica           | Fernando Gomes (Porto, 39 reti)                                               |
| 1985-1986 | Porto (9)             | Benfica          | Sporting Lisbona  | Manuel Fernandes (Sporting Lisbona, 30 reti)                                  |
| 1986-1987 | Benfica (27)          | Porto            | Vitória Guimarães | Paulinho Cascavel (Vitoria Guimaraes, 22 reti)                                |
| 1987-1988 | Porto (10)            | Benfica          | Belenenses        | Paulinho Cascavel (Sporting Lisbona, 23 reti)                                 |
| 1988-1989 | Benfica (28)          | Porto            | Boavista          | Vata Matanu Garcia (Benfica, 16 reti)                                         |
| 1989-1990 | Porto (11)            | Benfica          | Sporting Lisbona  | Mats Magnusson (Benfica, 33 reti)                                             |
| 1990-1991 | Benfica (29)          | Porto            | Sporting Lisbona  | Rui Águas (Benfica, 25 reti)                                                  |
| 1991-1992 | Porto (12)            | Benfica          | Boavista          | Ricky (Boavista, 30 reti)                                                     |
| 1992-1993 | Porto (13)            | Benfica          | Sporting Lisbona  | Jorge Cadete (Sporting Lisbona, 34 reti)                                      |
| 1993-1994 | Benfica (30)          | Porto            | Sporting Lisbona  | Rashidi Yekini (Vital Setubal, 21 reti)                                       |
| 1994-1995 | Porto (14)            | Sporting Lisbona | Benfica           | Hassan Nader (Farense, 21 reti)                                               |
| 1995-1996 | Porto (15)            | Benfica          | Sporting Lisbona  | Domingos Paciência (Porto, 25 reti)                                           |
| 1996-1997 | Porto (16)            | Sporting Lisbona | Benfica           | Jardel (Porto, 30 reti)                                                       |
| 1997-1998 | Porto (17)            | Benfica          | Vitória Guimarães | Jardel (Porto, 26 reti)                                                       |
| 1998-1999 | Porto (18)            | Boavista         | Benfica           | Jardel (Porto, 36 reti)                                                       |

### Primeira Divisão (1999-)
| Anno      | Vincitore             | Secondo posto    | Terzo posto       | Capocannoniere                                                                              |
| --------- | --------------------- | ---------------- | ----------------- | ------------------------------------------------------------------------------------------- |
| 1999-2000 | Sporting Lisbona (17) | Porto            | Benfica           | Jardel (Porto, 37 reti)                                                                     |
| 2000-2001 | Boavista (1)          | Porto            | Sporting Lisbona  | Renivaldo Pena (Porto, 22 reti)                                                             |
| 2001-2002 | Sporting Lisbona (18) | Boavista         | Porto             | Jardel (Sporting Lisbona, 42 reti)                                                          |
| 2002-2003 | Porto (19)            | Benfica          | Sporting Lisbona  | Simão Sabrosa (Benfica, 18 reti) Fary Faye (Beira-Mar, 18 reti)                             |
| 2003-2004 | Porto (20)            | Benfica          | Sporting Lisbona  | Benni McCarthy (Porto, 20 reti)                                                             |
| 2004-2005 | Benfica (31)          | Porto            | Sporting Lisbona  | Liédson (Sporting Lisbona, 25 reti)                                                         |
| 2005-2006 | Porto (21)            | Sporting Lisbona | Benfica           | Albert Meyong (Belenenses, 17 reti)                                                         |
| 2006-2007 | Porto (22)            | Sporting Lisbona | Benfica           | Liédson (Sporting Lisbona, 15 reti)                                                         |
| 2007-2008 | Porto (23)            | Sporting Lisbona | Vitória Guimarães | Lisandro López (Porto, 24 reti)                                                             |
| 2008-2009 | Porto (24)            | Sporting Lisbona | Benfica           | Nenê (Nacional, 20 reti)                                                                    |
| 2009-2010 | Benfica (32)          | Braga            | Porto             | Óscar Cardozo (Benfica, 26 reti)                                                            |
| 2010-2011 | Porto (25)            | Benfica          | Sporting Lisbona  | Hulk (Porto, 23 reti)                                                                       |
| 2011-2012 | Porto (26)            | Benfica          | Braga             | Óscar Cardozo (Benfica, 20 reti) Lima (Braga, 20 reti)                                      |
| 2012-2013 | Porto (27)            | Benfica          | Paços Ferreira    | Jackson Martínez (Porto, 26 reti)                                                           |
| 2013-2014 | Benfica (33)          | Sporting Lisbona | Porto             | Jackson Martínez (Porto, 20 reti)                                                           |
| 2014-2015 | Benfica (34)          | Sporting Lisbona | Porto             | Jackson Martínez (Porto, 21 reti)                                                           |
| 2015-2016 | Benfica (35)          | Sporting Lisbona | Porto             | Jonas (Benfica, 32 reti)                                                                    |
| 2016-2017 | Benfica (36)          | Porto            | Sporting Lisbona  | Bas Dost (Sporting Lisbona, 34 reti)                                                        |
| 2017-2018 | Porto (28)            | Benfica          | Sporting Lisbona  | Jonas (Benfica, 34 reti)                                                                    |
| 2018-2019 | Benfica (37)          | Porto            | Sporting Lisbona  | Haris Seferović (Benfica, 23 reti)                                                          |
| 2019-2020 | Porto (29)            | Benfica          | Braga             | Carlos Vinícius (Benfica, 18 reti) Mehdi Taremi (Rio Ave, 18 reti) Pizzi (Benfica, 18 reti) |
| 2020-2021 | Sporting Lisbona (19) | Porto            | Benfica           | Pedro Gonçalves (Sporting Lisbona, 23 reti)                                                 |
| 2021-2022 | Porto (30)            | Sporting Lisbona | Benfica           | Darwin Núñez (Benfica, 26 reti)                                                             |
| 2022-2023 | Benfica (38)          | Porto            | Braga             | Mehdi Taremi (Porto, 22 reti)                                                               |
| 2023-2024 | Sporting Lisbona (20) | Benfica          | Porto             | Viktor Gyökeres (Sporting Lisbona, 29 reti)                                                 |
| 2024-2025 | Sporting Lisbona (21) | Benfica          | Porto             | Viktor Gyökeres (Sporting Lisbona, 39 reti)                                                 |

## Campionati vinti
| Squadra          | Titoli | Anni |
| ---------------- | ------ | --- |
| Benfica          | 38     | 1935-1936, 1936-1937, 1937-1938, 1941-1942, 1942-1943, 1944-1945, 1949-1950, 1954-1955, 1956-1957, 1959-1960, 1960-1961, 1962-1963, 1963-1964, 1964-1965, 1966-1967, 1967-1968, 1968-1969, 1970-1971, 1971-1972, 1972-1973, 1974-1975, 1975-1976, 1976-1977, 1980-1981, 1982-1983, 1983-1984, 1986-1987, 1988-1989, 1990-1991, 1993-1994, 2004-2005, 2009-2010, 2013-2014, 2014-2015, 2015-2016, 2016-2017, 2018-2019, 2022-2023 |
| Porto            | 30     | 1934-1935, 1938-1939, 1939-1940, 1955-1956, 1958-1959, 1977-1978, 1978-1979, 1984-1985, 1985-1986, 1987-1988, 1989-1990, 1991-1992, 1992-1993, 1994-1995, 1995-1996, 1996-1997, 1997-1998, 1998-1999, 2002-2003, 2003-2004, 2005-2006, 2006-2007, 2007-2008, 2008-2009, 2010-2011, 2011-2012, 2012-2013, 2017-2018, 2019-2020, 2021-2022                                                                                         |
| Sporting Lisbona | 21     | 1940-1941, 1943-1944, 1946-1947, 1947-1948, 1948-1949, 1950-1951, 1951-1952, 1952-1953, 1953-1954, 1957-1958, 1961-1962, 1965-1966, 1969-1970, 1973-1974, 1979-1980, 1981-1982, 1999-2000, 2001-2002, 2020-2021, 2023-2024, 2024-2025 |
| Belenenses       | 1      | 1945-1946 |
| Boavista         | 1      | 2000-2001 |